# Мунди, Яромир
Яромир Мунди (нем. Jaromír Mundy; 3 октября 1822, Вевержи — 23 августа 1894, Вена) — австрийский военный врач и психиатр. Основатель Венского добровольного спасательного общества, модель которого впоследствии распространилась по всему миру, и инициатор создания санитарных поездов. Имел широкую известность своей деятельностью во время нескольких войн.

## Биография
Родился в семье богатого фабриканта, владевшего ткацкими фабриками. С детства интересовался медициной и добровольно участвовал в борьбе с эпидемиями холеры в 1832 и 1838 году, но по настоянию родителей поступил изучать богословие, вскоре, однако, прервав обучение и поступив добровольцем на военную службу, чем вызвал гнев своего отца. Во время увольнений часто бывал в городской больнице, общаясь со студентами-медиками. В 1852 году получил звание капитана, но в 1855 году вышел в отставку со службы, не имея желания делать военную карьеру.
В 33-летнем возрасте поступил в Вюрцбургский университет изучать медицину, получив докторскую степень уже в 1857 году. С 1859 года специализировался на судебной медицине, также занимался практикой в Гейдельберге, Лейпциге и Берлине, работая в первую очередь с психиатрическими заболеваниями. В том же году был приглашён своим бывшим командиром, графом Фрицем Чулаи (Franz Chulai), в Пьемонт, чтобы заняться организацией медицинской помощи раненым во время Австро-итало-французской войны, на что Мунди согласился и вскоре получил известность как талантливый организатор. После войны отправился в бельгийский город Шель, где создал учреждение для психически больных людей, в котором 1500 человек проживали в относительно свободных условиях, занимался их лечением и читал лекции о своей теории излечения психических заболеваний; в 1860 году выступал в различных европейских столицах с лекциями, в которых призывал к реформам законов касательно содержания психически больных.
После начала в 1866 году очередной войны снова добровольно отправился на фронт врачом, организовал полевой госпиталь в Пардубице и санитарных поездов; после войны проектировал оборудование для санитарных поездов, во время Всемирной выставки 1867 года в Париже представлял публике результаты своего опыта по организации и руководству «свободной» психиатрической больницей. С 1866 по 1870 год читал в Вене лекции по психиатрии, судебной и военной медицине. Во время Франко-прусской войны находился на фронте как нейтральный военный врач, оказывавший помощь армиям обеих воюющих сторон. В 1872 году был назначен профессором Венского университета. В 1873 году на Всемирной выставке в Вене представил новый проект санитарного поезда. Затем некоторое время был главным военным врачом на службе Мальтийского ордена, с 1875 года снова жил в Вене. Находился на сербской военной службе во время Сербско-турецкой войны 1876—1877 годов и затем как нейтральный военный врач во время Русско-турецкой войны, — занимался организацией эвакуации раненых.
После пожара в Рингтеатре 8 декабря 1881 года, выявившего плохую организацию быстрой первой помощи при несчастных случаях, в январе 1882 года представил императору Францу-Иосифу I проект создания общества добровольцев-спасателей, которое было учреждено в апреле того же года при финансовой поддержке правительства. Первая станция скорой помощи этой организации была открыта 1 мая 1883 года, большую часть её сотрудников составляли студенты-медики или добровольцы, не бывшие врачами; вскоре число станций увеличилось. Сам Мунди исполнял в ней одновременно обязанности врача, санитара и кучера, возглавляя её до 1892 года. Финансировалась организация в основном за счёт добровольных пожертвований. В последние годы жизни страдал от тяжёлой астмы и болезни брюшной полости, скончался в одной из водолечебниц под Веной. По некоторым данным, страдал также от психоза и покончил жизнь самоубийством.
Написал ряд статей по военно-санитарному делу.